# Dilbar (yacht)
Ne pas confondre avec l'Ona (anciennement Dilbar), yacht de 110 m construit en 2008 par l'entreprise Lürssen.
Le Dilbar est un yacht construit en 2016 par le chantier Lürssen. Lürssen a transmis le Dilbar à une société détenue par une fiducie créé par le milliardaire ouzbek-russe Alicher Ousmanov. Le yacht est actuellement la propriété d'une fiducie irrévocable.
Avec une longueur totale de 156 m, il s'agit du cinquième plus long yacht du monde, derrière le REV Ocean (183 m), l'Azzam (180 m), l'Eclipse (164 m), et le Dubaï (162 m). Disposant d'une jauge (brute) de 15 917 tonneaux, il s'agit en 2016 du plus gros yacht du monde par le volume.

## Caractéristiques

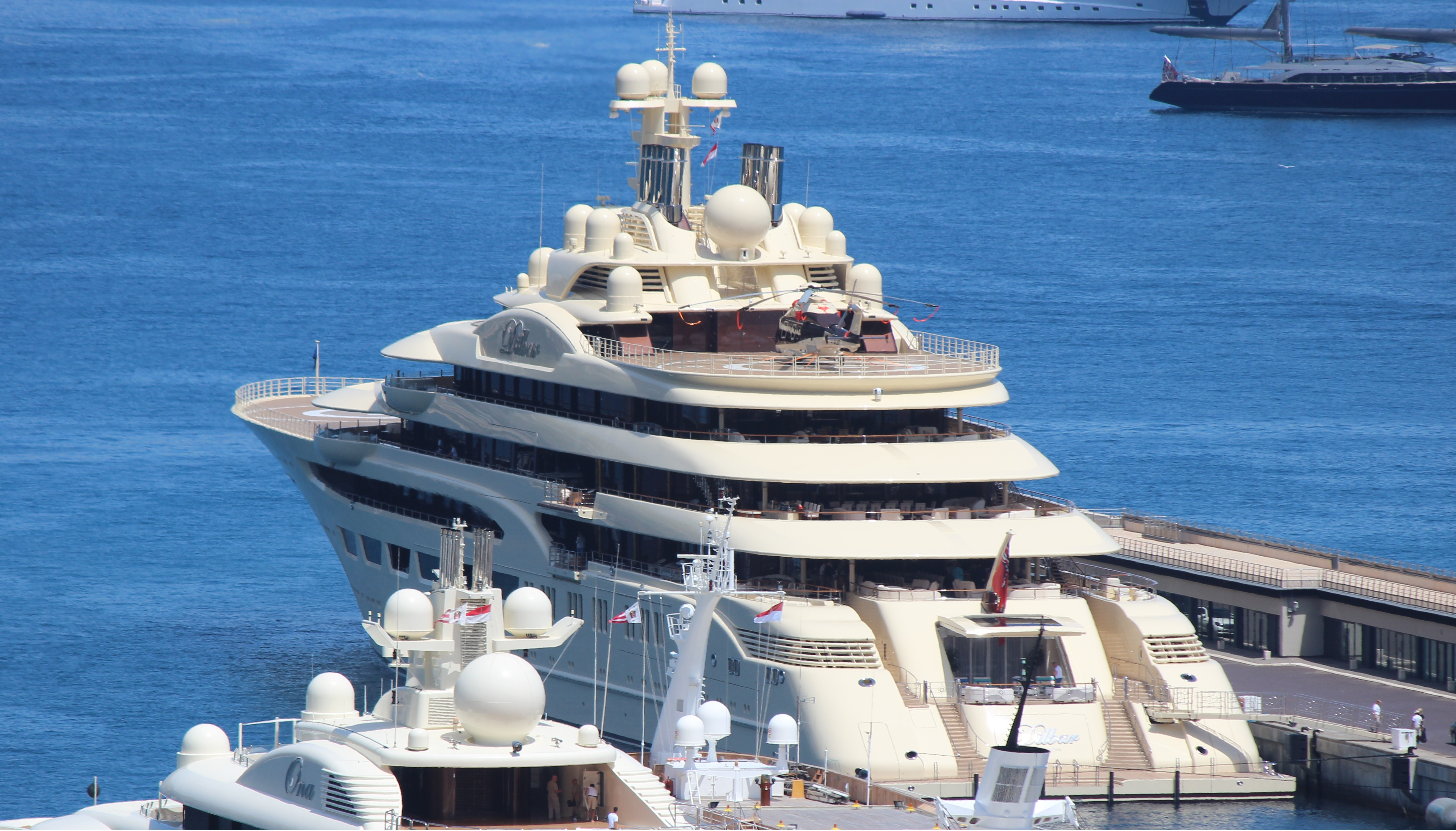
Le Dilbar dans le Port Hercule de Monaco en mai 2017

D'après la fiche de superyachts.com :
- longueur : 156 m ;
- largeur : 23,5 m ;
- année de construction : 2016 ;
- constructeur : Lürssen ;
- vitesse maximale : 22,5 nœuds ;
- membres d'équipage : 80 ;
- invités : 40 ;
- coût de construction = 600 millions de dollars US.

Le Dilbar comprend deux pistes d'hélicoptère, un sauna, la plus grande piscine jamais installée sur un bateau de ce type, un salon de beauté et une salle de sport. Le Dilbar est dotée d’un millier de coussins de canapé, comme le veut la tradition en Ouzbékistan.

## Saisie
Le Dilbar a été saisi le 1er mars 2022 à Hambourg par les agents de douanes allemands dans le cadre des sanctions visant les oligarques russes proches de Vladimir Poutine lors de l'invasion de l'Ukraine par la Russie.